# Аркадьєво
Арка́дьєво (рос. Аркадьево) — присілок у складі Кожевниковського району Томської області, Росія. Входить до складу Новопокровського сільського поселення.

## Населення
Населення — 131 особа (2010; 157 у 2002).
Національний склад (станом на 2002 рік):
- росіяни — 87 %